# 宽翅香青
宽翅香青（学名：Anaphalis latialata）为菊科香青属的植物，是中国的特有植物。分布在中国大陆的四川、甘肃等地，生长于海拔2,500米至3,600米的地区，多生长于灌丛中、山坡、亚高山开阔地、高山、林中和阳坡。

## 异名
- Anaphalis latialata Ling et Y. L. Chenvar. viridis (Hand.-Mazz.) Ling et Y. L. Chen